# Эрнст-Аббе-Шпортфельд
«Эрнст-Аббе-Шпортфельд» (нем. Ernst-Abbe-Sportfeld) — многофункциональный стадион в немецком городе Йена. Открыт 24 августа 1924 года после двух лет строительства. В 1939 году получил имя физика и социального реформатора Эрнста Аббе. Стадион является домашней ареной футбольного клуба «Карл Цейсс» и женской футбольной команды «УСВ Йена».

## История
В 1962 году установлен рекорд посещаемости: полуфинальный матч Кубка кубков между местным «Мотором» и мадридским «Атлетико» посетили 27 500 человек. 9 ноября 1976 года случилась трагедия: рухнул один из столбов прямо на футболиста. Толпа зрителей в панике рванулась к выходу и растоптала пострадавшего, который не смог пережить инцидент. В 1978 году впервые в ГДР было установлено электронное табло. В 2005 году оно было повреждено молнией и впоследствии заменено современным. В 1994 и 2013 годах стадион полностью погружался под воду в результате наводнений. В 1997 году старейшая трибуна стадиона, рассчитанная на 420 зрителей, заменена новой на 4020 мест. В 2007 году на стадионе установлена система подогрева газона и видеонаблюдение.
Стадион многократно принимал чемпионаты ГДР и объединённой Германии по лёгкой атлетике. Ян Железны в 1996 году установил здесь свой мировой рекорд — 98,48 м.
После реконструкции 2020—2024 годов стадион стал чисто футбольным. Вместимость составила 15 000 зрительных мест.